# Sinoflustra annae
Sinoflustra annae is een mosdiertjessoort uit de familie van de Sinoflustridae. De wetenschappelijke naam van de soort is voor het eerst geldig gepubliceerd in 1953 door Osburn.

## Verspreiding
Sinoflustra annae werd voor het eerst beschreven in 1953 vanuit Balboa aan de Pacifische kant van het Panamakanaal. Echter, omdat deze soort veelvuldig voorkomt op dokken en andere door de mens gemaakte constructies doet sterk denken dat deze soort via het vervoer van schepen in dit gebied is geïntroduceerd. Een inheemse regio in de Indo-Pacific lijkt het meest waarschijnlijk, met locaties aan de oost- en westkust van India, China en de noordkust van Australië. Het is geïntroduceerd in Florida, de Caribische kust van Panama, Brazilië en West-Afrika. S. annae komt voor in brak water op palen, boeien en aangroeipanelen.